# Pishoek
Pishoek is een meer in de Wieringermeerpolder in de Nederlandse provincie Noord-Holland. Het meer ligt bij Nieuwesluis en heeft een oppervlakte van 0,25 km².